# Murder Was the Case
Murder Was the Case es un corto (película) de 1994, banda sonora y sencillo protagonizada por Snoop Doggy Dogg y con apariciones de artistas de la talla de 2Pac, donde comenzaría una larga relación con Death Row. La película dura 68 minutos. Fue dirigida por Dr. Dre y Fab Five Freddy. Cuenta las crónicas de la muerte ficticia de Snoop Dogg y su resurrección después de hacer un pacto con el diablo.

## Lista de canciones
| #  | Título                                | Intérprete(s)                                     | Productor(es)                |
| -- | ------------------------------------- | ------------------------------------------------- | ---------------------------- |
| 1  | "Murder Was the Case" (Remix)         | Snoop Dogg                                        | Dr. Dre                      |
| 2  | "Natural Born Killaz"                 | Dr. Dre; Ice Cube                                 | Dr. Dre; Sam Sneed           |
| 3  | "What Would U Do"                     | Tha Dogg Pound; Snoop Dogg                        | Daz Dillinger                |
| 4  | "21 Jumpstreet"                       | Snoop Dogg; Tray Deee                             | Daz Dillinger                |
| 5  | "One More Day"                        | Nate Dogg                                         | Daz Dillinger                |
| 6  | "Harvest for the World"               | Jewell                                            | Dr. Dre                      |
| 7  | "Who Got Some Gangsta Shit?"          | Snoop Dogg; Tha Dogg Pound; Lil' C-Style; Swoop G | Soopafly                     |
| 8  | "Come When I Call"                    | Danny Boy                                         | DJ Quik                      |
| 9  | "U Better Recognize"                  | Sam Sneed; Dr. Dre                                | Sam Sneed; Dr. Dre           |
| 10 | "Come Up to My Room"                  | Jodeci; Tha Dogg Pound                            | Daz Dillinger; Devante Swing |
| 11 | "Woman to Woman"                      | Jewell                                            | DJ Quik; G-One               |
| 12 | "Dollaz + Sense"                      | DJ Quik                                           | DJ Quik                      |
| 13 | "The Eulogy"                          | Slip Capone; CPO                                  | Sam Man                      |
| 14 | "Horny"                               | B-Rezel                                           | Kevin Lewis; Marc McWilliams |
| 15 | "Eastside-Westside" (Remix)           | Young Soldierz                                    | Big Wy; Lil' Stretch         |
| 16 | "Hot One" (cassette only bonus track) | O.F.T.B.                                          | O.F.T.B.                     |

## Samples
21 Jumpstreet
- "Nobody Can Be You (But You)" de Steve Arrington

Come When I Call
- "Let Me Love You" de Michael Henderson

Woman to Woman
- "Woman to Woman" de Shirley Brown

Dollaz & Sense
- "Dazz" de Brick

Eastside-Westside
- "Dazz" de Brick

## Créditos
- Productor executivo: Suge Knight
- Director de la banda sonora: Dr. Dre
- Overseer: Dat Nigga Daz.
- Recorded at Can-Am Studios
- Mixed at Dr. Dre's studio
- Death Row Engineers: Kesten Wright, Tommy D, Daughtery & Danny Alfonso.
- Fotógrafos: Yoko Sato, Simone Green